# Старший краснофлотец
Старший краснофлотец — воинское звание в ВМФ СССР, существовавшее с 1940 по 1946 год. Соответствовало армейскому званию ефрейтор. В июле 1946 года заменено званием старший матрос.
| Младшее звание: Краснофлотец           |
| Старший краснофлотец                   |
| Старшее звание: Старшина второй статьи |